# Türkische Gemeinde in Deutschland
Die Türkische Gemeinde in Deutschland e. V. (TGD; türkisch Almanya Türk Toplumu) mit Sitz in Berlin-Kreuzberg ist eine Interessenvertretung türkischstämmiger Deutscher und in Deutschland lebender Türken gegenüber staatlichen Instanzen und zur Information der Öffentlichkeit. Sie wurde am 2. Dezember 1995 in Hamburg gegründet.

## Organisation und Arbeitsweise

### Struktur
Der eingetragene Verein ist eine „bundesweite Dachorganisation von juristischen Personen“. Auf Bundes- und Landesebene sowie in Berufs- und Fachverbänden vertritt die TGD insgesamt 260 Einzelvereine. 25 Mitglieder aus den Mitgliedsverbänden bilden den Bundesvorstand, der seit 2022 alle drei Jahre neu gewählt wird.

### Vorsitz
Die Bundesvorsitzenden der Türkischen Gemeinde in Deutschland waren:
- 20. März 1994 – 2. Dezember 1995 Ertekin Özcan
- Dezember 1995 – Oktober 2005 Hakkı Keskin
- Oktober 2005 – Mai 2014 Kenan Kolat
- Mai 2014 – Juni 2015 Safter Çinar und Gökay Sofuoglu
- Juni 2015 – Juni 2017 Gökay Sofuoglu und Aysun Aydemir
- Juni 2017 – Juni 2022 Gökay Sofuoglu und Atila Karabörklü
- seit Juni 2022 Aslıhan Yeşilkaya und Gökay Sofuoglu

### Arbeitsweise
Die Türkische Gemeinde in Deutschland e. V. arbeitet auf verschiedenen Ebenen. Sowohl die Bundesgeschäftsstelle als auch die Landes- und Mitgliedsverbände arbeiten größtenteils an Projekten, für die sie sich jeweils mit konkreten Angaben zum Inhalt, zur Umsetzung und Finanzierung bei Ministerien und Ämter auf Bundes- und Landesebene oder Stiftungen im Rahmen von Förderprogrammen bewerben. Die Laufzeit der Projekte ist meist auf zwei bis fünf Jahre begrenzt. Zudem tritt die TGD als Regiestelle auf, leitet also z. B. im Auftrag von Ministerien und Stiftungen Gelder an Vereine weiter, damit sie Projekte umsetzen oder ihren eigenen Verein weiter ausbauen können. Der Verein setzt neben der Projektarbeit auch eigene politische Schwerpunkte und vertritt diese öffentlichkeitswirksam durch analoge und digitale Aktionen, Austausch mit politischen Akteuren, Pressearbeit und in Form von Zusammenarbeit mit anderen Organisationen. Ein Beispiel dafür ist die Bundeskonferenz der Migrant*innenorganisationen (BKMO), ein Zusammenschluss von über 70 Migrant*innenorganisationen.

## Ziele und Selbstverständnis
Die TGD versteht sich als eine parteiübergreifende, säkulare und gemeinnützige Nichtregierungsorganisation (NGO), die sich für eine pluralistische und freiheitlich-demokratische Gesellschaft einsetzt. Die TGD hat sich anfänglich mit dem Ziel gegründet, sich in der Öffentlichkeit und gegenüber Politik und Verwaltung für die Belange und Interessen türkeistämmiger Menschen in Deutschland einzusetzen. Als etablierter Bestandteil der deutschen Zivilgesellschaft versteht sie sich heutzutage viel mehr als Interessensvertretung aller in Deutschland lebender Menschen mit Migrationsgeschichte und/oder Rassismuserfahrung. Sie macht sich stark für Chancengerechtigkeit, gesellschaftliche Teilhabe und Respekt und Akzeptanz aller Menschen und Identitäten. Die moderne Auffassung des Kürzels „TGD“ kann als “Teilhabe, Gleichberechtigung und Diversitätsbewusstsein” verstanden werden.
Das Ziel der Türkischen Gemeinde in Deutschland ist eine Migrationsgesellschaft, in der Vielfalt in Institutionen, Politik und Medien sichtbar repräsentiert ist. Sie begreift sich als Bestandteil der Demokratie- und Menschenrechtsbewegung in Deutschland und steht dafür ein, dass möglichst viele Menschen Verantwortung für den gesellschaftlichen Zusammenhalt übernehmen und sich für eine inklusive Gesellschaft einsetzen. Die TGD setzt sich dabei insbesondere für die Interessen, die Rechte und die gesellschaftliche und politische Teilhabe von türkeistämmigen Menschen und aller Menschen mit Migrationsgeschichte in Deutschland ein.

## Politische Forderungen
Als Interessensvertretung stellt die Türkische Gemeinde in Deutschland politische Forderungen. Im Rahmen der Bundestagswahl 2021 hat die TGD die Direktkandidaten der 299 Wahlkreise der Parteien CDU/CSU, SPD, Linke, Grüne, AfD und FDP zu ihren persönlichen Einstellungen und Positionen zu migrations- und integrationspolitischen Themen befragt: Bekämpfung von Rechtsextremismus und Rassismus, Einbürgerungen, Vielfalt in Politik & Verwaltung, Bildung, Gesundheit & Soziales sowie Visumspolitik. Angelehnt an diese sechs Themenbereiche fasste die TGD ihre Positionen zusammen und formuliert 47 Forderungen. Einige dieser Forderungen sind darüber hinaus in drei Grundsatzpositionen festgehalten.
2020 veröffentlichte die Bundeskonferenz der Migrantenorganisationen die Antirassismus-Agenda 2025, die u. a. von der TGD erarbeitet wurde. Die Agenda 2025 zielt darauf ab, den Kabinettsausschuss zur Bekämpfung von Rechtsextremismus und Rassismus und seine Ergebnisse kritisch zu begleiten. Gemeinsam mit über 50 weiteren Mitgliedern der BKMO sieht die TGD in den vorgeschlagenen Maßnahmen, die in der Agenda 2025 formuliert sind, die Grundlage für eine rassismusfreiere und chancengerechtere Migrationsgesellschaft.

## Positionen und Rezension in der Presse

### Kritik an der Regierung Erdoğan
Im Juli 2013 kritisierte der damalige Vorsitzende der Türkischen Gemeinde Kenan Kolat das gewaltsame Vorgehen der türkischen Regierung gegenüber den Demonstranten bei den Protesten in der Türkei 2013 und forderte einen Aufschub der Beitrittsverhandlungen der Republik Türkei mit der Europäischen Union. Das Verhalten des türkischen Ministerpräsidenten Erdoğan im Zuge der Proteste der Bevölkerung gegen ihn bezeichnete Kolat als „faschistoid“ und „Willkür-Politik“. Faschistoid sei die Durchsetzung Erdoğans eigener Interessen mit Gewalt.
In einer Vertreterratssitzung beschloss die TGD einstimmig sich bei der Volksabstimmung in der Türkei 2017 gegen die vorgeschlagene Verfassungsänderung zu positionieren und setzte eine eigene „Hayir – Nein“-Kampagne um. Der Bundesvorsitzende Gökay Sofuoglu kritisierte zudem den aggressiven Umgang der Regierung mit Reformgegnern sowie die religiöse Aufladung der Abstimmung.

### Positionierung zur Anerkennung des Völkermordes an den Armeniern
Die Türkische Gemeinde in Deutschland protestierte 2010 gegen den mit dem Deutschen Fernsehpreis als beste Dokumentation 2010 ausgezeichneten deutschen Dokumentarfilm Aghet – Ein Völkermord, der den Völkermord an den Armeniern anhand von Zeitzeugenaussagen und historischen Dokumenten beschreibt. Der damalige ARD-Vorsitzende, Peter Boudgoust, wies in einer öffentlichen Stellungnahme darauf hin, dass die Kritik der TGD an der Darstellung keineswegs von allen Türken geteilt werde, wie die Solidaritätsdemonstration von mehr als 200.000 Menschen in Istanbul nach der Ermordung des türkisch-armenischen Journalisten Hrant Dink im Jahr 2007 gezeigt habe. Die internationale Geschichtswissenschaft sähe den Genozid an den Armeniern als erwiesen an. Der Genozid an den Armeniern hätte zur Entwicklung der Konvention über die Verhütung und Bestrafung des Völkermordes der Generalversammlung der Vereinten Nationen im Jahr 1948 geführt.
Die am 2. Juni 2016 vom Bundestag verabschiedete Resolution zur Anerkennung des Völkermords an den Armeniern wurde von der TGD als „Politshow“ kritisiert. Nach Meinung des TGD-Bundesvorsitzenden Gökay Sofuoglu werde die Bundestagsresolution zum Völkermord von 80 % der in Deutschland lebenden Türken abgelehnt.
Im Rahmen der Debatte zur Resolution äußerte sich der Verband kritisch zu Aussagen des türkischen Staatspräsidenten. Erdoğan hatte türkischstämmige Mitglieder des Deutschen Bundestages in die Nähe von in der Türkei operierenden, terroristischen Organisation gerückt und einen Bluttest zum Beweis ihrer türkischen Abstammung gefordert. Der Vorsitzende der TGD, Gökay Sofuoglu distanzierte sich scharf von solchen Äußerungen. Er bezeichnete die Äußerungen als „deplaziert“ und betonte, dass die Definition von „Leuten nach ihrem Blut 1945 aufgehört hat“.

### Urteil des Bundesverwaltungsgerichts zum gemeinsamen Sportunterricht
Im September 2013 begrüßte der Bundesvorsitzende Kenan Kolat das Burkini-Urteil des Bundesverwaltungsgerichts als „weise“. Kolat sagte unter anderem: „Ich finde, das Gericht hat einen hinnehmbaren Ausgleich zwischen Religionsfreiheit und Bildungsauftrag gefunden.“ Es sei wichtig, dass muslimische Kinder am gesellschaftlichen Leben teilhaben könnten. Dazu gehöre auch der Schwimm- und Sportunterricht. Das Bundesverwaltungsgericht hatte entschieden, dass muslimischen Schülerinnen die Teilnahme am gemeinsamen Schwimmunterricht von Jungen und Mädchen zugemutet werden kann.

### Zum 60. Jubiläum des deutsch-türkischen Anwerbeabkommens
Anlässlich des 60. Jahrestags des Anwerbeabkommens zwischen der Bundesrepublik Deutschland und der Türkei bedauerte der TGD-Bundesvorsitzende Gökay Sofuoğlu, dass die „Leistung der ersten Generation“ türkischstämmiger Menschen in Deutschland weiterhin nicht wertgeschätzt werde und dass Defizite bei der Integration weiterhin Wirkung zeigten.